# Казанова Лероне
Казанова Лероне (итал. Casanova Lerrone) је насеље у Италији у округу Савона, региону Лигурија.
Према процени из 2011. у насељу је живело 252 становника. Насеље се налази на надморској висини од 303 м.

## Становништво
| 1936. | 1951. | 1961. | 1971. | 1981. | 1991. | 2001. | 2011. |
| ----- | ----- | ----- | ----- | ----- | ----- | ----- | ----- |
| 1.401 | 1.297 | 1.106 | 922   | 880   | 814   | 766   | 744   |